# Hysterochelifer gracilimanus
Espèce
Hysterochelifer gracilimanus est une espèce de pseudoscorpions de la famille des Cheliferidae.

## Distribution
Cette espèce se rencontre en Turquie, en Grèce et en Israël.

## Publication originale
- Beier, 1949 : Turkische Pseudoscorpione. Revue de la Faculté des Sciences de l’université d'Istanbul, sér. B, vol. 14, no 1, p. 1-20.